# Étienne Souciet
Étienne Souciet, né le 12 octobre 1671, à Bourges, dans le Cher (France) et décédé le 14 janvier 1744, à Paris, est un prêtre jésuite français, écrivain érudit et bibliothécaire du XVIIIe siècle.

## Biographie

### Jeunesse et formation
Fils d'avocat, le jeune Étienne fait ses études au collège des Jésuites de Bourges avant d'entrer dans la Compagnie de Jésus le 8 septembre 1690, à Paris. Il était l’ainé d’une fratrie de cinq frères qui furent tous jésuites. Après lui il y eut: François (1674-1739), Jean (1681-1762), Jean Baptiste et Étienne Auguste (1685-1744).
Sa formation spirituelle initiale achevée il enseigne un an à Alençon (1692-1693) et quatre ans (1693-1697) au collège Louis-le-Grand (anciennement Collège de Clermont) à Paris, où il reprend des études, en suivant le programme de philosophie (un an) et théologie (quatre ans) préparatoire au sacerdoce. Il est ordonné prêtre en 1701. 

### Au collège Louis-le-Grand
Après son ordination sacerdotale le père Souciet reste assigné au même collège où il est recensé comme ‘écrivain’. Il est en fait un collaborateur assidu des ‘Mémoires de Trévoux’ pour lesquels il écrit de nombreux articles et notices (non signés) Il resta à Louis-le-Grand jusqu'à la fin de sa vie, à l'exception de la période du ‘Troisième An’ qu’il passe à Rouen (1704-1705). Au cours de ses études, il accumula une somme considérable de connaissances, qu'il ne cessa d'enrichir. 
Pendant neuf ans il enseigne la théologie positive (1716-1725), toujours à Paris. Entre 1708 et 1725, il rédige de nombreux articles (anonymes) pour les 'Mémoires de Trévoux'. Sa connaissance du latin, du grec, de l'hébreu et de plusieurs langues orientales lui permet de publier des dissertations critiques sur des passages difficiles de l’Écriture sainte.

### Bibliothécaire et écrivain
Un tournant dans sa vie (en 1725) est sa nomination comme bibliothécaire principal du collège Louis-le-Grand à Paris. il fut chargé (1725-1740) de l'importante bibliothèque du collège, et le restera jusqu’en 1740, quelques années avant sa mort.    
Sa contribution aux Lettres édifiantes et curieuses (30 volumes de compilations de lettres et récits de missionnaires jésuites à travers le globe), fut notable. Il y est soutenu  par ses contacts épistolaires avec les missionnaires jésuites en Chine et en Inde (tels qu'Antoine Gaubil, Pierre Jartoux, Ignaz Kögler et Karel Slavicek). Il publia trois volumes d'observations mathématiques, géographiques, chronologiques et physiques, tirées d'anciens livres orientaux ou d'écrits récents.  
Ses connaissances touchent tous les domaines de l’érudition: astronomie, chronologie, mythologie, géographie, numismatique, inscriptions, etc.. Sa renommée est liée à son travail considérable de compilation et de publication. De nombreux articles publiés dans les Mémoires de Trévoux et plus encore dans les Acta Sanctorum des Bollandistes, contribuèrent grandement à la popularité et à l'intérêt historique et scientifique de ces ouvrages. Bon connaisseur des sciences naturelles il n’hésita pas à critiquer la chronologie de Newton.
Le père Étienne Souciet meurt à Paris le 14 janvier 1744. Il avait 73 ans.

## Écrits
- Recueil des dissertations critiques sur les endroits difficiles de l'Ecriture Sainte..., Paris, 1715.
- Recueil des dissertations... contenant un abrégé de chronologie, cinq dissertations contre la chronologie de M. Newton, Paris, 1727.
- Observations mathématiques, astronomiques, géographiques, chronologiques, et physiques, tirées des anciens livres chinois ou faites nouvellement aux Indes et à la Chine, (3 vol.), Paris, 1729.